# ブルガリアサッカー連合
ブルガリアサッカー連合（ブルガリアサッカーれんごう、ブルガリア語: Български Футболен Съюз, 英語: Bulgarian Football Union）は、ブルガリアにおけるサッカーを統括する競技運営団体。国際サッカー連盟（FIFA）と欧州サッカー連盟（UEFA）に加盟している。